# یگانه‌انگاری خنثی
یگانه‌انگاری خنثی (به انگلیسی: neutral monism)، یک اصطلاح جامع الشمول برای دستهٔ از نظریات متافیزیکی در فلسفه ذهن است. این نظریات دوگانگی ذهن و ماده را رد نموده و برین باور هستند که ماهیت اساسی واقعیت نه ذهنی است و نه فیزیکی؛ به عبارت دیگر «خنثی» است.

## ارتباط با سایر نظریات

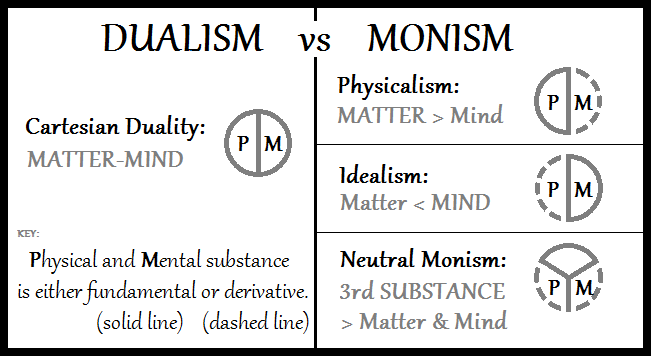
نموداری که نشان دهنده ارتباط بین یگانه‌انگاری خنثی و سه نظریات فلسفی دیگر است.

فیزیکالیست‌ها برین باورند که واقعیت اساساً مادی است، ایدئالیست‌ها باور دارند که واقعیت اساساً ذهنی است، دوگانه‌انگاران باورمند هستند که واقعیت هم متشکل از عناصر اساساً ذهنی و هم اساساً مادی بوده و یگانه‌انگاران خنثی معتقد هستند که واقعیت متشکل از عناصری است که نه اساساً فیزیکی و نه اساساً ذهنی است.

### یگانه‌انگاری
یگانه‌انگاری خنثی به‌طور گسترده با نظریه بُعد دوگانه تداخل دارد. با این حال، یگانه‌انگاری خنثی با سایر انواع یگانه‌انگاری مانند ایدئالیسم و فیزیکالیسم مشترکات اندکی دارد.

### دوگانه‌انگاری
یگانه‌انگاری خنثی از این جهت با دوگانه‌انگاری شباهت دارد که هر دو نظریه برین باور اند که واقعیت دارای ویژگی‌های ذهنی و فیزیکی است که به یکدیگر قابل تقلیل نیستند. با این حال برخلاف دوگانه‌انگاری، یگانه‌انگاری خنثی این ویژگی‌ها را اساسی نمی‌پندارد یا معتقد نیست که این ویژگی‌ها از نظر معنایی از یکدیگر مجزا هستند. دوگانه‌انگاری، ذهن را بر روی ماده سوپروین گرفته، یا هرچند این امر غیر معمول است، ماده را بر روی ذهن سوپروین می‌گیرد. برخلاف نظر فوق، یگانه‌انگاری خنثی هر دوی ذهن و ماده را مبتنی و وابسته به ماده خنثی سومی می‌دانند. بر اساس نظر باروخ اسپینوزا، ذهن و بدن ابعاد دوگانهٔ طبیعت یا خدا است، که اسپینوزا آن را به عنوان ماده سومی شناسایی می‌کند.
اگرچه تفاوت‌های نموداری و یگانه‌انگاری خنثی کاملاً واضح و روشن هستند، مفاهیم نظریه‌های معاصر در موارد کلیدی مشخص با یگانه‌انگاری خنثی تداخل دارند. به عنوان مثال، چالمرز‏ (۱۹۹۶) می‌گوید که تفاوت میان یگانه‌انگاری خنثی و نظریه ترجیحی وی، دوگانه‌انگاری ویژگی‌ها، بعضاً بیشتر در باب معنایی است.

### همه‌جان‌انگاری
همه‌جان‌انگاری دستهٔ از نظریه‌های است که باور دارد خودآگاهی در همه‌جا حاضر است. جان سرل همه‌جان‌انگاری را از یگانه‌انگاری خنثی و هم‌چنین دوگانه‌انگاری ویژگی‌ها، که سرل آن را نوعی از دوگانه‌انگاری می‌نامد، تفکیک کرد. با این حال، بعضی نظریات یگانه‌انگاری خنثی، همه‌جان‌انگار هستند و بعضی نظریات همه‌جان‌انگار، یگانه‌انگار خنثی. به هر حال، این دو نظریه همیشه باهم تداخل ندارند. به عنوان مثال، یگانه‌انگاری راسلی در واکنش به «مسئله ترکیب» همه‌جان‌انگار نیست. برعکس، برخی نسخه‌های دوگانه‌انگاری ویژگی‌ها همه‌جان‌انگار هستند، اما یگانه‌انگار خنثی نیستند.

## تاریخچه

### پیشینیان
باروخ اسپینوزا و دیوید هیوم، واقعیت را بگونهٔ تعریف نمودند که می‌توان آنرا به عنوان یگانه‌انگاری خنثی تفسیر کرد. اسپینوزا در بحث متافیزیک در کتاب اخلاق خود به نفع دیدگاه جهانی یگانه‌انگاری و هم‌چنین دیدگاه جهانی خنثی که در آن بدن و ذهن یکی هستند استدلال می‌نماید. «اچ.اچ. پرایس» استدلال می‌نماید که تجربه‌گرایی هیوم یک «نظریه یگانه‌انگار خنثی از احساس» را معرفی می‌کند، چرا که در آن هر دوی «ماده و ذهن از داده‌های حسی تشکیل می‌شوند».
فیزیک‌دان ارنست ماخ، اواخر قرن نوزدهم میلادی این نظریه را ارایه نمود که اشیای فیزیکی بدون ویژگی‌های درک شده ذهنی، هیچ اند. ماخ در نهایت نتیجه‌گیری می‌کند که «هم اشیا و هم ضمیر خیالات موقتی مشابهی هستند».

### اوایل قرن بیستم میلادی
ویلیام جیمز مفهوم تجربه‌گرایی رادیکال را به منظور ارائه یگانه‌انگاری خنثی در مقالهٔ خود تحت عنوان «آیا خودآگاهی وجود دارد؟» در ۱۹۰۴ میلادی پیشنهاد نمود (در ۱۹۱۲ میلادی در «مقالاتی پیرامون تجربه‌گرایی رادیکال» مجدداً چاپ شد). ویلیام جیمز از جمله نخستین فیلسوفانی بود که یک دید یگانه‌انگاری خنثی کامل از جهان را به‌طور کامل ترتیب داد. وی این کار را بیشتر در واکنش به نئو-کانتیانیسم که در آن زمان متداول بود انجام داد.
برتراند راسل که توسط جیمز متحول شده بود، برای یگانه‌انگاری خنثی دادخواهی نموده و خود این اصطلاح را به‌کار برد. راسل، اوایل در کارهای خود به یگانه‌انگاری خنثی علاق‌مندی نشان داد و از ۱۹۱۹ میلادی به بعد رسماً این نظر را تأیید کرد. وی هستی‌شناسی را «مثل متعالی در فلسفه‌بافی علم» عنوان کرد. مفهومی که راسل از یگانه‌انگاری خنثی بیان نمود، به‌طور مکرر در طول حرفه وی تکرار شد. برند شخصی راسل از خنثی بودن را می‌توان یگانه‌انگاری خنثی راسل یا یگانه‌انگاری راسلی نامید. این نظریه با «اتمیسم منطقی» که به عنوان فلسفه راسل شناخته می‌شد و بعداً آنرا با «یگانه‌انگاری خنثی» تغییر داد سازگار می‌باشد. موضع وی میان فیلسوفان هم عصر خود ستیزجویانه بود؛ جی. ئی. مور بر این نظر بود که فلسفه راسل به علت تفسیر نادرست حقایق ناقص است (مثل مفهوم آشنایی).
نظریه یگانه‌انگاری خنثی در مورد رابطه ذهن و جسم توسط مورخ «سی.دی. براد» در «ذهن و مکان آن در طبیعت» تشریح شده‌است. فهرست نظریه‌ها ممکن براد در مورد مسئله ذهن و بدن، که بنام «فهرست مشهور ۱۹۲۵ براد» معروف گردید (به فصل چهاردهم کتاب براد مراجعه کنید) مبانی که این نظریه چه بوده و چه چیزی خواهد شد را تشریح نموده‌است. «واتلی کرنگتن» در کتاب خود «ماده، ذهن و معنی»‏ (۱۹۴۹ میلادی) از یک نوع یگانه‌انگاری خنثی دفاع نمود. وی بر این نظر بود که ذهن و ماده هردو متشکل از مؤلفات یکسانی اند که از آن بنام «کاگنیتا» یا داده‌های حسی یاد می‌گردد. روان‌شناس روسی «بوریس سیدیس» نیز به نظر می‌رسد که به نوعی یگانه‌انگاری خنثی معتقد بوده‌است.

### زمان کنونی
دیوید چالمرز به دلیل همدلی نسبت به یگانه‌انگاری خنثی معروف بوده‌است. وی در «ذهن آگاه»‏ (۱۹۹۶) نتیجه‌گیری می‌کند که حقایق در مورد خودآگاهی «حقایقی در مورد دنیای ما» هستند و اینکه باید واقعیتی فراتر از واقعیت صرف فیزیکی وجود داشته باشد. سپس وی فراتر رفته و به تفسیر افلاطونی یگانه‌انگاری خنثی که معلومات را اساسی می‌پندارد می‌پردازد. هرچند از نظر چالمرز یگانه‌انگاری خنثی و همه‌جان‌انگاری باید جدی گرفته شوند، او هم‌چنین مسئله ترکیب را نیز موضوع مورد بحث می‌داند. وی راه حل راسل از «ویژگی‌های پیش‌ساز پدیده‌ای» را خلق الساعه دانسته و فکر می‌کند که چنین گمانه‌زنی‌هایی، ایجاز کلامی که باعث شد یگانه‌انگاری خنثی در وهله اول جذاب به نظر آید را مخدوش سازد.
از نظر «استیفین استیچ» و «تد وارفیلد» ، یگانه‌انگاری خنثی نظر مشهوری در فلسفه نبوده، چرا که توسعه یا درک ماهیت عناصر خنثی مشکل است. با این وجود، نسخه ارنست ماخ از نظریه یگانه‌انگاری خنثی توسط «جاناتن وستفال» در «مسئله ذهن و بدن» ،‏ ۲۰۱۶ دفاع شده‌است.

## استدلالات له
راسل به علت اصل امساک در یگانه‌انگاری خنثی، مجذوب آن شد. از نظر وی، یگانه‌انگاری خنثی یک «ساده‌سازی سترگ» برای متافیزیک ارائه می‌کند. پیامد آن این است که یگانه‌انگاری خنثی یک راه حل برای مسئله خودآگاهی ارایه می‌کند. «آناکا هریس» این مسئله مشکل را این‌گونه بیان کرد، «تجربه چگونه از یک ماده غیرحسی پدید می‌آید»؛ یگانه‌انگاری خنثی این مسئله مشکل را با این استدلال حل می‌کند که، اگر ماده خنثی بوده و دارای مقداری حس باشد، پس یک فرد بدون اینکه نیاز به تشریح این داشته باشد که تجربه چگونه به طرز اسرارآمیزی از ماده فیزیکی پدید می‌آید، با دنیا رابطه ادراکی خواهد داشت.
این‌که این مسئله چگونه کار می‌کند بستگی به تمایز قائل شدن میان ویژگی‌های عَرَضی و ویژگی‌های ذاتی دارد. ویژگی‌های بیرونی عبارت از ویژگی‌های هستند که وجود آن‌ها از چه‌گونگی ارتباط با دنیا دانسته شده و از بیرون قابل مشاهده هستند، مانند ساختارها و شکل.

## ارجاعات
1. ↑  Craig, Edward. (1998). Routledge Encyclopedia of Philosophy. Routledge. p. 816. ISBN 0415-07310-3
2. ↑  Stubenberg, Leopold (2018), "Neutral Monism",  in Zalta, Edward N. (ed.), The Stanford Encyclopedia of Philosophy (Fall 2018 ed.), Metaphysics Research Lab, Stanford University, retrieved 2020-12-19
3. 1 2  Irvine, Andrew David (2020), "Bertrand Russell",  in Zalta, Edward N. (ed.), The Stanford Encyclopedia of Philosophy (Summer 2020 ed.), Metaphysics Research Lab, Stanford University, retrieved 2020-08-30
4. ↑  Vacariu, Gabriel (2015). Illusions of Human Thinking: On Concepts of Mind, Reality, and Universe in Psychology, Neuroscience, and Physics. Wiesbaden: Springer. p. 626. ISBN 978-3-658-10443-6.
5. ↑  Chalmers, David John, 1966- (1996). The conscious mind: in search of a fundamental theory. New York: Oxford University Press. ISBN 0-19-510553-2. OCLC 33101543.{{cite book}}:  نگهداری یادکرد:نام‌های متعدد:فهرست نویسندگان (link)
6. ↑  Lavazza, Andrea; Robinson, Howard (2014). Contemporary Dualism: A Defense. Oxon: Routledge. p. 226. ISBN 978-0-415-81882-7.
7. ↑  Turner, Cody. "Russellian Monism: First Blog Post". upperclassmonroeblogs. Archived from the original on 12 July 2021. Retrieved June 25, 2015.
8. ↑  Rosencrantz, Gary and Joshua Hoffman (2010). Historical Dictionary of Metaphysics. ScareCrow Press. p. 287. ISBN 978-0-8108-5950-0.
9. ↑  Price, H.H. (1932). Perception. London. pp. 105.
10. ↑  Backhaus, Wilf K. (1991). "Is Hume a Neutral Monist?". Southwest Philosophy Review. 7 (2): 1–15. doi:10.5840/swphilreview19917216. ISSN 0897-2346.
11. ↑  Ernst., Mach (2019). Analysis of Sensations, and the Relation of the Physical to the Psychical. Forgotten Books. ISBN 978-0-243-66619-5. OCLC 1147811644.
12. ↑  Mach, Ernst; Hiebert, Erwin N. (1976), "Knowledge and Error", Dordrecht: Springer Netherlands, pp. 79–91, doi:10.1007/978-94-010-1428-1_7, ISBN 978-90-277-0282-1, retrieved 2021-10-04 {{citation}}: Missing or empty |title= (help)
13. ↑  James, William. (1912). Essays in Radical Empiricism. New York: Longmans, Green, and Co.
14. 1 2  Stubenberg, Leopold (2018), "Neutral Monism",  in Zalta, Edward N. (ed.), The Stanford Encyclopedia of Philosophy (Fall 2018 ed.), Metaphysics Research Lab, Stanford University, retrieved 2020-08-30
15. ↑  Russell, Bertrand (2009). An Outline of Philosophy. Oxon: Routledge. pp. xiii. ISBN 978-1-134-02748-4.
16. ↑  Oaklander, L. Nathan (2020-04-29). C. D. Broad's Philosophy of Time (به انگلیسی). Routledge. ISBN 978-1-317-67951-6.
17. ↑  Broad, C. D (1925) The Mind and Its Place in Nature. London: Kegan Paul.
18. ↑  Broad, C. D. (1950). Matter, Mind, and Meaning by W. Whately Carington. Philosophy. Vol. 25, No. 94. pp. 275–277.
19. ↑  Grenell, R. G. (1953). Matter, Mind and Meaning by Whately Carington. The Quarterly Review of Biology. Vol. 28, No. 4. pp. 404–405.
20. ↑  Oakeshott, Michael; O'Sullivan, Luke. (2007). The Concept of a Philosophical Jurisprudence: Essays and Reviews 1926–51. Imprint Academic. p. 286. ISBN 978-1845401801 "The doctrine that Mr Carington comes to favour is a form of Neutral Monism: the common constituents of mind and matter are sense-data or cognita. In themselves these cognita are neither mental nor material."
21. ↑  Sidis, Boris (1914). Foundations of Normal and Abnormal Psychology, retrieved 02/03/19.
22. ↑  Craig, Edward. (1998). Routledge Encyclopedia of Philosophy. Routledge. p. 816. ISBN 0415-07310-3
23. ↑  Stich, Stephen; Warfield, Ted. (2003). The Blackwell Guide to Philosophy of Mind. Blackwell Publishing. pp. 20-21. ISBN 0-631-21774-6
24. ↑  MIT Press, Cambridge MA, 2016.
25. ↑  1872-1970., Russell, Bertrand (2007). My philosophical development. Spokesman. ISBN 978-0-85124-736-6. OCLC 159650978.{{cite book}}:  CS1 maint: numeric names: فهرست نویسندگان (link)
26. ↑  Harris, Annaka (2020-02-27). "Consciousness Isn't Self-Centered". Nautilus. Archived from the original on 16 November 2021. Retrieved 2021-10-04.
27. ↑  Stubenberg, Leopold (2018), "Neutral Monism",  in Zalta, Edward N. (ed.), The Stanford Encyclopedia of Philosophy (Fall 2018 ed.), Metaphysics Research Lab, Stanford University, retrieved 2021-10-04
28. ↑  Marshall, Dan; Weatherson, Brian (2018), "Intrinsic vs. Extrinsic Properties",  in Zalta, Edward N. (ed.), The Stanford Encyclopedia of Philosophy (Spring 2018 ed.), Metaphysics Research Lab, Stanford University, retrieved 2021-10-04
29. ↑  Lewis, David (1983). "Extrinsic Properties". Philosophical Studies. 44 (2): 197–200. doi:10.1007/BF00354100. S2CID 189794380.